# Celia Stewart
Celia Stewart es un personaje ficticio de la serie de televisión australiana Home and Away, interpretado por la actriz Fiona Spence, del 26 de enero de 1988 hasta el 8 de julio de 1990, brevemente regresó en el 2000, 2002 y su última aparición fue el 8 de julio de 2005. En el 2012 Fiona regresó a la serie y su última aparición fue el 5 de marzo de 2013.

## Biografía
Celia es la hermana menor de Alf, Barbara, Debra, Morag Stewart y media hermana de Colleen Stewart. Durante los primeros años Celia fue la chismosa de la bahía, pero a pesar de esto Celia era una buena persona. Al inicio estaba amargada ya que creía que el amor la había pasado por alto. 
Celia fue una gran aliada de Fisher. Su prometido Les, fue a la guerra de Vietnam en donde fue asesinado, en 1990 se involucró con una obra benéfica y logró que parte de lo que ganara la tienda de Alf se fuera a la asociación para ayudar. Celia dejó Summer Bay para convertirse en misionera.
En el 2000, Alf se enteró de que Celia y otros miembros de la asociación habían sido tomados como rehenes por rebeldes durante la guerra en África, después de ser rescatada Alf la llevó de nuevo a Bay, pronto descubrió que Duncan y su nuevo amigo Nick Smith se habían metido en problemas, así que los mandó a ayudar a alguien, quien resultó ser Eve, la madre de Nick, quien recientemente había sido liberada de un instituto mental; poco después Celia volvió a África.
Celia regresó de nuevo a Bay en el 2002 para el aniversario número 150 de la bahía y de nuevo en el 2005 para el cumpleaños número 60 de su hermano, Alf.
A finales del 2012 Celia regresa a la bahía con su hermana Morag para asistir a la despedida de soltera de su sobrina Ruth Stewart. A su llegada Celia comienza a causar problemas para Ruth luego de que le dijera que no aceptaba a su prometido Harvey Ryan, lo que le ocasiona problemas con Morag, Alf y Ruth, sin embargo más tarde Celia finalmente acepta a Harvey.
Cuando Alf comienza a sentir que sus hermanas Morag, Colleen y Celia lo están sofocando les dice que se vayan, Morag y Colleen lo hacen sin embargo Celia le dice a Alf que no puede irse ya que no tiene a donde ir, después de unos días Celia finalmente le revela a su hermano que tiene problemas apostando dinero en juegos.